# Liste des partis politiques au Luxembourg
D'après la Constitution luxembourgeoise, les partis politiques concourent à la formation de la volonté populaire et à l'expression du suffrage universel. Ils expriment le pluralisme démocratique.
On entend par parti politique, l'association de personnes physiques, dotée ou non de la personnalité juridique, qui concourt, dans le respect des principes fondamentaux de la démocratie, à l'expression du suffrage universel et de la volonté populaire de la manière définie dans ses statuts ou son programme.
Le financement des partis politiques est réglé par la loi. Les partis politiques qui ont présenté une liste complète dans chaque circonscription électorale lors des élections législatives et une liste complète lors des élections européennes et qui ont obtenu au moins deux pour cent du total des suffrages ont droit à un montant forfaitaire de 100 000 euros majoré d'un montant supplémentaire de 11 500 euros par point de pour cent supplémentaire.
Seules les personnes physiques sont autorisées à faire des dons aux partis politiques, les dons de personnes morales et d'associations, de groupements ou d'organismes ne jouissant pas de la personnalité juridique ne sont pas permis. Les dons anonymes sont interdits.
Le Luxembourg dispose d'un certain nombre de partis politiques dont la plupart sont représentés à la Chambre des députés. À l'occasion de nouvelles élections législatives, il n'est pourtant pas rare que de petits partis indépendants se constituent.

## Histoire
Le premier parti politique a été créé au Luxembourg en 1902, il s'agit du Parti socialiste, noyau de l'actuel Parti ouvrier socialiste luxembourgeois, suivi deux ans plus tard en 1904 par la Ligue libérale qui est l'ancêtre indirect du Parti démocratique et en 1914 par le Parti de la droite, précurseur du Parti populaire chrétien-social. 
En novembre 2019, dans le cadre de la réforme du financement des partis, les membres de la Chambre des députés débattent sur le statut juridique des partis politiques, qui sont actuellement constitués sous le statut de l'association sans but lucratif.

## Blocs politiques
Cette section a été mise à jour en octobre 2024.
Si un parti ne possède aucun élu, il est absent de ce tableau.
| Fonction                                                          | KPL | Lénk | LSAP | Gréng | PPL | DP  | CSV | ADR | Fokus | Ind. |
| ----------------------------------------------------------------- | --- | ---- | ---- | ----- | --- | --- | --- | --- | ----- | ---- |
| Fonction                                                          |     |      |      |       |     |     |     |     |       |      |
| Premier ministre /1                                               | -   | -    | -    | -     | -   | -   | 1   | -   | -     | -    |
| Ministres /14                                                     | -   | -    | -    | -     | -   | 7   | 7   | -   | -     | -    |
| Députés /60                                                       | -   | 2    | 12   | 4     | 2   | 14  | 21  | 5   | -     | -    |
| Députés européens /6                                              | -   | -    | 1    | 1     | -   | 1   | 2   | 1   | -     | -    |
| Bourgmestres /100                                                 | -   | -    | 15   | 1     | 1   | 14  | 25  | -   | 1     | 43   |
| Conseillers communaux (communes de plus de 3 000 habitants) /722  | 1   | 6    | 156  | 64    | 9   | 134 | 192 | 9   | -     | 151  |
| Conseillers communaux (communes de moins de 3 000 habitants) /412 | -   | -    | -    | -     | -   | -   | -   | -   | -     | 412  |

### Représentation à la Chambre des députés
La liste ci-dessous est organisée selon la coalition gouvernementale et l'importance des groupes parlementaires et sensibilités politiques. La Chambre des députés compte au 18 octobre 2024, quatre groupes parlementaires et trois sensibilités politiques.
|  | Parti populaire chrétien-social (lb) Chrëschtlech-Sozial Vollekspartei                   | 21 / 60 | Marc Spautz      | Gouvernement |  |  |
|  | Parti démocratique (lb) Demokratesch Partei                                              | 14 / 60 | Gilles Baum      | Gouvernement |  |  |
|  | Parti ouvrier socialiste luxembourgeois (lb) Lëtzebuerger Sozialistesch Aarbechterpartei | 12 / 60 | Taina Bofferding | Opposition   |  |  |
|  | Parti réformiste d'alternative démocratique (lb) Alternativ Demokratesch Reformpartei    | 5 / 60  | Fred Keup        | Opposition   |  |  |
|  |                                                                                          |         |                  |              |  |  |
|  | Les Verts (lb) déi Gréng                                                                 | 4 / 60  | Sam Tanson       | Opposition   |  |  |
|  | Parti pirate (lb) Piratepartei Lëtzebuerg                                                | 2 / 60  | Sven Clement     | Opposition   |  |  |
|  | La Gauche (lb) déi Lénk                                                                  | 2 / 60  | Marc Baum        | Opposition   |  |  |

### Représentation au Parlement européen
Le classement tient compte du nombre de sièges et du pourcentage des voix obtenu aux élections européennes de 2024.
| Groupe | Groupe                                                    | Parti au niveau européen | Parti au niveau européen                                                | Parti national | Parti national                                    | Sièges |
| ------ | --------------------------------------------------------- | ------------------------ | ----------------------------------------------------------------------- | -------------- | ------------------------------------------------- | ------ |
|        | Groupe du Parti populaire européen (PPE)                  |                          | Parti populaire européen (PPE)                                          |                | Parti populaire chrétien-social (CSV)             | 2 / 6  |
|        | Alliance progressiste des socialistes et démocrates (S&D) |                          | Parti socialiste européen (PSE)                                         |                | Parti ouvrier socialiste luxembourgeois (LSAP)    | 1 / 6  |
|        | Renew Europe                                              |                          | Parti de l'Alliance des libéraux et des démocrates pour l'Europe (ALDE) |                | Parti démocratique (DP)                           | 1 / 6  |
|        | Groupe des Verts/Alliance libre européenne (Verts/ALE)    |                          | Parti vert européen (PVE)                                               |                | Les Verts (Gréng)                                 | 1 / 6  |
|        | Conservateurs et réformistes européens (CRE)              |                          | Parti des conservateurs et réformistes européens                        |                | Parti réformiste d'alternative démocratique (ADR) | 1 / 6  |

## Partis politiques actuels
La liste ci-dessous constitue la liste officielle des partis politiques luxembourgeois, tel que présentée sur le portail officiel du Grand-Duché de Luxembourg. Date de dernière mise à jour de la source : 5 juin 2019.

### Partis représentés à la Chambre des députés
| Partis | Partis                                                                                   | Sigle | Création | Positionnement et idéologie                                                                                  |
| ------ | ---------------------------------------------------------------------------------------- | ----- | -------- | --- |
|        | Parti populaire chrétien-social (lb) Chrëschtlech-Sozial Vollekspartei                   | CSV   | 1944     | Centre à centre droit Démocratie chrétienne, conservatisme, conservatisme social                             |
|        | Parti démocratique (lb) Demokratesch Partei                                              | DP    | 1955     | Centre à centre droit Libéralisme, social-libéralisme, libéral-conservatisme, europhilie                     |
|        | Parti ouvrier socialiste luxembourgeois (lb) Lëtzebuerger Sozialistesch Aarbechterpartei | LSAP  | 1945     | Centre gauche Social-démocratie, socialisme démocratique, europhilie                                         |
|        | Les Verts (lb) déi Gréng                                                                 | Gréng | 1983     | Centre gauche Écologie politique                                                                             |
|        | Parti réformiste d'alternative démocratique (lb) Alternativ Demokratesch Reformpartei    | ADR   | 1987     | Droite, Conservatisme, national-conservatisme, libéralisme économique, euroscepticisme                       |
|        | Parti pirate (lb) Piratepartei Lëtzebuerg                                                | PPL   | 2009     | Syncrétisme Cyberdémocratie, accès à l'information, protection de la vie privée                              |
|        | La Gauche (lb) déi Lénk                                                                  | Lénk  | 1999     | Gauche à gauche radicale Anticapitalisme, socialisme démocratique, écosocialisme, féminisme, euroscepticisme |

### Autres partis
| Partis | Partis | Sigle       | Création | Positionnement et idéologie                                                 | Observations |
| ------ | --- | ----------- | -------- | --------------------------------------------------------------------------- | --- |
|        | Parti communiste luxembourgeois (lb) Kommunistesch Partei Lëtzebuerg | KPL         | 1921     | Extrême gauche Communisme, marxisme-Léninisme, euroscepticisme              | Son poids politique s'est considérablement réduit après les années 1970 au point de ne plus être représenté à la Chambre des députés depuis 1994. |
|        | Parti pour la démocratie intégrale (lb) Partei fir Integral Demokratie | PID         | 2013     | Syncrétisme Social-libéralisme, progressisme, europhilie                    | |
|        | Les libéraux (lb) Déi Liberal | Liberal     | 2015     | Libéralisme politique                                                       | Ce parti entend lutter contre le social-libéralisme et l'État providence en s'inspirant de l'école autrichienne d'économie et de rappeler au DP ses origines libérales qu'ils jugent avoir été oubliées.                                              |
|        | Les Conservateurs (lb) déi Konservativ | Konservativ | 2017     | Droite National-conservatisme, libéralisme, euroscepticisme                 | |
|        | Parti social-libéral (lb) Sozialliberal Partei Lëtzebuerg | SLPL        | 2018     | Social-libéralisme                                                          | Fondé en 2018, l’adhésion de Jean Ersfeld (lb), personnalité politique locale anciennement membre du Parti libre du Luxembourg (en) et de la Liste des citoyens, permet la création de la circonscription nord du parti en 2019.                      |
|        | Volt Luxembourg | Volt        | 2019     | Centre gauche à centre droit Fédéralisme européen, progressisme, écologisme | Section luxembourgeoise du mouvement pro-européen Volt Europa. |
|        | Parti du travail, de l’État de droit, du trucmachin, de la promotion de l'élite et de l'initiative démocratique de base (lb) Partei fir Aarbecht, Rechsstaat, Trucmachin, Elitefërderung a basisdemokraktesch Initiativ | d'Partei    | 2019     | Satire politique                                                            | Fondé en 2019 par d'anciens membres du Parti pirate. Ce parti, utilisant un ton satirique, est inspiré par le parti allemand Die PARTEI et se concentre sur des sujets comme l'écologie, la protection de la vie privée ou encore la justice sociale. |
|        | Fokus (lb) Fokus | Fokus       | 2022     | Centre Pragmatisme, europhilie                                              | Fondé en 2022 par Frank Engel, ancien président du CSV qui a démissionné en 2021 à la suite d'accusations d'abus de biens sociaux. |

## Anciens partis politiques
Liste non exhaustive.

### Avant 1945
| Partis | Partis                                                     | Sigle | Période     | Positionnement et idéologie        | Observations |
| ------ | ---------------------------------------------------------- | ----- | ----------- | ---------------------------------- | --- |
|        | Parti de la droite (lb) Rietspartei                        | ─     | 1914-1944   | Droite Démocratie chrétienne       | Ancêtre de l'actuel Parti populaire chrétien-social.                                                                     |
|        | Parti populaire indépendant (de) Unabhängige Volkspartei   | PPI   | 1918-1919   | ─                                  | ─ |
|        | Parti national indépendant (lb) Onofhängeg Nationalpartei  | PNI   | 1918-1931   | Droite Populisme                   | Scission du Parti de la droite.                                                                                          |
|        | Parti démocratique progressiste du Nord                    | ─     | 1931-1937   | ─                                  | ─ |
|        | Parti libéral (lb) Liberal Partei                          | ─     | 1937        | ─                                  | Succède au Parti démocratique progressiste du Nord.                                                                      |
|        | Ligue libérale (lb) Liberal Liga                           | LL    | 1904-1925   | Libéralisme                        | ─ |
|        | Libéraux de gauche                                         | ─     | 1925-1932   | Gauche Libéralisme                 | Issu de l'éclatement de la Ligue libérale.                                                                               |
|        | Parti radical-socialiste (lb) Radikal-Sozialistesch Partei | RSP   | 1925-1932   | Gauche Libéralisme et radicalisme  | Issu de l'éclatement de la Ligue libérale.                                                                               |
|        | Parti radical (lb) Radikal Partei                          | PR    | 1928-1932   | Radicalisme                        | Scission du Parti radical-socialiste.                                                                                    |
|        | Parti radical-libéral (lb) Radikal-Liberal Partei          | PRL   | 1932-1945   | Libéralisme, radicalisme           | Fusion des Libéraux de gauche, du Parti radical et du Parti radical-socialiste ; ancêtre de l'actuel Parti démocratique. |
|        | Union nationale indépendante                               | UNI   | 1925-1934   | Droite                             | Scission du Parti de la droite.                                                                                          |
|        | Parti indépendant de la droite (lb) Onofhängeg Rietspartei | OR    | Années 1920 | Droite                             | Scission du Parti de la droite.                                                                                          |
|        | Parti des agriculteurs et des classes moyennes             | PACM  | Années 1920 | Droite                             | Succède au Parti indépendant de la droite.                                                                               |
|        | Liste libre des paysans, classes moyennes et ouvriers      | ─     | 1937        | ─                                  | Liée à la Liste démocratique.                                                                                            |
|        | Liste démocratique                                         | ─     | 1937        | ─                                  | Liée à la Liste libre des paysans, classes moyennes et ouvriers.                                                         |
|        | Parti des indépendants de l'Est                            | PIE   | 1919-1945   | Gauche                             | ─ |
|        | Parti indépendant des paysans                              | ─     | ─           | Agrarisme                          | ─ |
|        | Volksdeutsche Bewegung                                     | VB    | 1940-1944   | Extrême-droite National-socialisme | Mouvement soutenant l'Allemagne nazie durant la Seconde Guerre mondiale.                                                 |

### Après 1945
| Partis | Partis                                                                                            | Sigle | Période             | Positionnement et idéologie                     | Observations |
| ------ | ------------------------------------------------------------------------------------------------- | ----- | ------------------- | ----------------------------------------------- | --- |
|        | Parti libéral (lb) Liberal Partei                                                                 | ─     | 1945                | Libéralisme                                     | Parti sans lien avec le Parti libéral des années 1930. |
|        | Mouvement indépendant populaire                                                                   | MIP   | Années 1960         | Parti à enjeu unique                            | Fusionne avec le Parti démocratique. |
|        | Parti pour la solidarité nationale                                                                | PSN   | Années 1960         | Parti à enjeu unique                            | Tentative de recréer le Mouvement indépendant populaire. |
|        | Parti libéral (lb) Liberal Partei                                                                 | ─     | Années 1970         | Libertarianisme                                 | Parti sans lien avec le Parti libéral des années 1930 ou celui de 1945 ; scission du Parti démocratique.                                                                                   |
|        | Parti socialiste indépendant                                                                      | PSI   | Années 1970 et 1980 | Gauche Socialisme                               | Scission du Parti ouvrier socialiste luxembourgeois. |
|        | Parti socialiste révolutionnaire (lb) Revolutionär Sozialistesch Partei                           | RSP   | 1970-1999           | Extrême gauche Communisme et trotskysme         | Un des prédécesseur de l'actuel parti de La Gauche. |
|        | Parti social-démocrate (1970) (lb) Sozialdemokratesch Partei                                      | SdP   | 1971-1984           | Centre gauche Social-démocratie                 | Scission du Parti ouvrier socialiste luxembourgeois. |
|        | Ligue communiste du Luxembourg (en) (lb) Kommunistesche Bond Letzeburg                            | KBL   | 1972-1982           | Extrême gauche Communisme et marxisme-léninisme | ─ |
|        | Enrôlés de force (lb) Zwangsrekrutéierten                                                         | ─     | 1979-1981           | Parti à enjeu unique                            | ─ |
|        | Parti républicain                                                                                 | ─     | Années 1980         | Libertarianisme                                 | ─ |
|        | Parti de l’alternative verte (lb) Gréng Alternativ Partei                                         | GAP   | 1985-1994           | Centre gauche Écologie politique                | Issu de l'éclatement des Verts dans les années 1980, avant de se réunifier. |
|        | Liste Verte, Initiative Écologiste (lb) Gréng Lëscht Ekologesch Initiativ                         | GLEI  | 1985-1994           | Centre gauche Écologie politique                | Issu de l'éclatement des Verts dans les années 1980, avant de se réunifier. |
|        | Mouvement national (lb) National Bewegung                                                         | NB    | 1989-1995           | Extrême droite Écologie politique               | ─ |
|        | Association luxembourgeoise pour un futur amélioré (lb)                                           | ALFA  | Années 1990         | ─                                               | ─ |
|        | Alliance verte et libérale (lb) Gréng a Liberal Allianz                                           | GaL   | Années 1990         | Libéralisme, écologie politique                 | Scission des Verts. |
|        | Groupement pour la souveraineté luxembourgeoise (lb) Groupement fir d'Lëtzebuerger Souveränitéit  | GLS   | Années 1990         | ─                                               | ─ |
|        | Parti des droits de l'Homme neutre et indépendant (lb) Neutral an onofhängeg Mënscherechterpartei | NOMP  | Années 1990         | ─                                               | ─ |
|        | Partei fir regional a réel Politik (lb)                                                           | PRP   | Années 1990         | Libertarianisme                                 | ─ |
|        | Nouvelle gauche (lb) Nei Lénk                                                                     | ─     | 1994-1999           | Gauche                                          | Ancêtre de l'actuel parti de La Gauche. |
|        | Parti du troisième âge (lb) Partei vum 3. Alter                                                   | ─     | 1999                | Parti à enjeu unique                            | ─ |
|        | Le Contribuable (lb) De Steierzueler                                                              | ─     | 1999                | Libertarianisme                                 | ─ |
|        | Liste des citoyens (lb) Biergerlëscht                                                             | ─     | Années 2000         | Euroscepticisme                                 | ─ |
|        | Parti libre du Luxembourg (en) (lb) Fräi Partei Lëtzebuerg                                        | FPL   | 2004                | Droite Nationalisme                             | ─ |
|        | Parti populaire social-démocrate (lb) Sozial Demokratesch Vollekspartei                           | SdV   | 2015 à ?            | Extrême droite                                  | S'inspire ouvertement du Front national français. |
|        | Alternative libre sociale (lb) Fräi Sozial Alternativ                                             | FSA   | 2016, à 2019        | Droite Écologie politique, nationalisme         | Initialement dénommé Parti démocratique et écologique libre (en luxembourgeois : Fräi Ökologesch Demokratesch Partei ou FÖDP).                                                             |
|        | Électeurs libres (lb) Fräi Wieler                                                                 | FW    | 2018                | Démocratie directe, écologie politique          | Né de l'éclatement du mouvement Demokratie 2018 à peine un mois après son lancement. En juin 2019, le site internet du parti est hors ligne, laissant penser que le mouvement est inactif. |